# Антиох (царь Мессении)
Антио́х — легендарный царь Мессении, из рода Эпитидов, правивший в VIII веке до н. э.
Антиох был сыном Финта. В правление Антиоха и его брата, Андроклея, или Андрокла, взаимная ненависть лакедемонян и мессенян достигла высшей точки. Поводом к войне послужил следующий случай: некий спартанец Эвафн ограбил мессенянина Полихара и убил его сына. Полихар хотел найти справедливости у лаконских властей, но, не получив удовлетворения, сделался разбойником и стал убивать всех спартанцев, которые только попадались в его руки. Тогда лакедемоняне послали в Мессению посольство, требуя выдачи Полихара.
Мессенские цари ответили послам, что, посовещавшись с народом, сообщат в Спарту о принятом решении. Когда же послы ушли, цари собрали народное собрание. Мнение мессенян тут разделились: Андрокл предлагал выдать Полихара, который, по его мнению, совершил ужасный и безбожный поступок; Антиох же стал ему возражать. В конце концов, сторонники Андрокла разгорячились и взялись за оружие. Битва продолжалась недолго, так как сторонники Антиоха численно превосходили сторонников Андрокла. Они убили Андрокла и несколько других авторитетных лиц, бывших с ним. Антиох, который теперь остался одним царем, послал ответ в Спарту, что он предлагает передать дело Полихара или третейскому суду, или собранию амфиктионов. Лакедемоняне не приняли предложение Антиоха и стали готовиться к войне.
Однако Антиох не увидел её начала, поскольку шесть месяцев спустя, в 743 до н. э. он скончался.